# Ракамаз
Ракамаз (мађ. Rakamaz) је град у жупанији Саболч-Сатмар-Берег, у региону Северне Велике равнице у источној Мађарској.

## Географија
Покрива површину од 4.264 km2 (1.646 sq mi) и има популацију од 4.374 становника (2015).

## Историја
Град, који се налази поред реке Тисе, једно је од најстаријих насеља у округу. Први пут се помиње у писаним изворима 1067. године. Ракамазово име познато је у мађарској историји уметности и археологији по пару дискова из времена мађарског освајања, који су пронађени у њеним границама 1956. године.
Године 1310. чланови породице Гуткелед су поседовали село и његову цркву подигнуту у част Часног крста. Имовински листови потврђују да је село имало једну улицу. Један део имања ишао је од реке Тисе до цркве, други западно од цркве, у једнаким размерама. Део села под називом Алшоракамаз купили су Гуткеледови. Огранак породице се настанио овде и добио име по овом месту. Породица Ракамази се населила око цркве, док је други део села преузео предак породице Батори 1355. године.
Село је такође претрпело велику штету током револуције 1848/49. и рата за независност. Упркос томе, до 1930-их већ се развило у велико село са 5.308 становника.
Статус града је добио 2000. године.

## Становништво
Године 2001. 95% градског становништва се изјаснило као Мађари, 5% Роми.
Током пописа из 2011. године, 89,7% становника се изјаснило као Мађари, 4,8% као Роми, а 3% као Немци (9,9% се није изјаснило. Због двојног идентитета, укупан број може бити већи од 100%). Верска дистрибуција је била следећа: римокатолици 54,3%, реформисани 8,3%, гркокатолици 8%, лутерани 0,3%, неденоминациони 7,8% (19,7% није одговорило).